# Juan Manuel López (bokser)
Juan Manuel López (ur. 30 czerwca 1983 w Juncos) – portorykański bokser, były zawodowy mistrz świata organizacji WBO w kategorii piórkowej (do 126 funtów), były mistrz świata tej samej organizacji w kategorii junior piórkowej (do 122 funtów).

## Kariera amatorska
Zaczął uprawiać boks w wieku dziesięciu lat. Jego bilans walk amatorskich to 126 zwycięstw i 24 porażki. W latach 2000–2004 pięć razy z rzędu zdobył tytuł mistrza Portoryko. Wystąpił na Igrzyskach Olimpijskich w 2004 w Atenach, gdzie przegrał już w swojej pierwszej walce.

## Kariera zawodowa

### Początki i tytuł mistrza świata WBO w kategorii junior piórkowej
Zawodową karierę rozpoczął w styczniu 2005. Do końca 2007 stoczył dwadzieścia walk - wszystkie zakończyły się jego zwycięstwem, w tym osiemnaście przed czasem. W lutym 2008 pokonał przez techniczny nokaut Jonathana Oquendo. 7 czerwca tego samego roku już w pierwszej rundzie niespodziewanie znokautował Daniela Ponce de Leóna i odebrał mu tytuł mistrza świata organizacji WBO. Takim samym wynikiem zakończyła się pierwsza obrona mistrzowskiego pasa - 4 października 2008 López już w czterdziestej siódmej sekundzie pierwszej rundy znokautował Cesara Figueroę. Zaledwie dwa miesiące później López po raz trzeci z rzędu zakończył pojedynek już w pierwszej rundzie, nokautując Sergio Manuela Medinę.
25 kwietnia 2009 roku pokonał przed czasem Gerrego Peñalosę, który nie wyszedł do walki po przerwie między dziewiątą i dziesiątą rundą. Dwa miesiące później pokonał Oliviera Lontchi'ego, który zrezygnował z walki po dziewiątej rundzie z powodu kontuzji żebra oraz znacznej przewagi Lópeza (Lontchi był dwukrotnie liczony w drugiej i dziewiątej rundzie). W ostatniej walce w 2009 roku po zaciętej walce pokonał jednogłośnie na punkty Rogersa Mtagwę.

### Tytuł mistrza świata WBO w kategorii piórkowej
W 2010 roku López zmienił kategorię wagową na wyższą, aby móc walczyć o tytuł mistrza świata WBO w kategorii piórkowej ze Stevenem Luevano. Do pojedynku doszło 23 stycznia 2010 roku w Madison Square Garden. Portorykańczyk pokonał rywala przez techniczny nokaut w siódmej rundzie i odebrał mu pas mistrzowski. 16 kwietnia 2011 doznał pierwszej porażki na zawodowym ringu tracąc pas, a jego przeciwnikiem w tamtym pojedynku był Orlando Salido, który pokonał mistrza przez TKO w szóstej rundzie. W następnej walce Lopez znokautował Mike'a Olivera w drugiej rundzie, po czym 10 marca 2012 doszło do rewanżu z Orlando Salido. Walka zakończyła się drugą w karierze porażką Lopeza, przez techniczny nokaut w dziesiątej rundzie pojedynku.